# Kontantmetoden
Kontantmetoden (bokslutsmetoden) syftar på en förenklad metod att bokföra för mindre företag eller föreningar.
Om räkenskaperna inte avslutas med en årsredovisning och om nettoomsättningen normalt uppgår till högst 3 miljoner kronor får bokföring ske enligt kontantmetoden.  Kontantmetoden får användas om företaget endast har ett mindre antal fakturor och dessa inte uppgår till avsevärda belopp. 
Kontantmetoden innebär att man får vänta med att bokföra affärshändelsen tills betalning sker. Varje faktura bokförs därför bara en gång till skillnad från faktureringsmetoden där fakturan bokförs dels när den tagits emot eller skickats ut och dels när den betalats. 
Vid bokslutet ska obetalda kund- och leverantörsfakturor bokföras så att räkenskapsårets resultat och företagets balansräkning kan beräknas.

## Fotnoter
1. ↑  ”Bokslutsmetoden | Rättslig vägledning | Skatteverket”. www4.skatteverket.se. https://www4.skatteverket.se/rattsligvagledning/edition/2024.3/394192.html. Läst 8 oktober 2024.
2. ↑  Bokföringstips.se: Bokföra enligt kontantmetoden